# アブラカダブラ

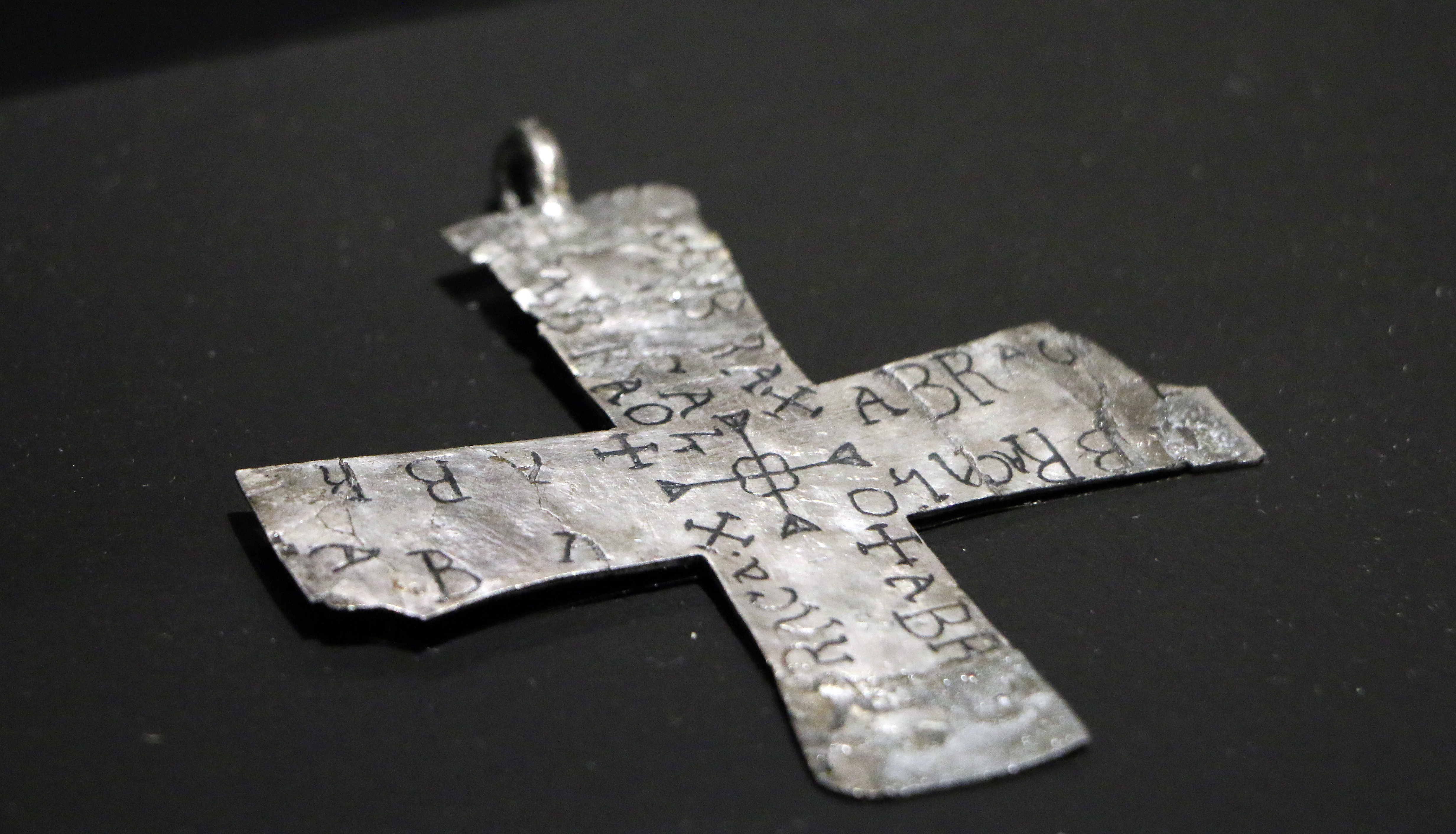
6-7世紀の銀のお守り、アブラカダブラ（abracadabra）に類する文字が刻まれている。

アブラカダブラ（Abracadabra、またはAbrakadabra）は、世界中で広く用いられている手品ショー等での呪文。歴史的には、お守りに刻印された際に治癒力を持つと信じられていた、お守りとしても使われたと分かっている。

## 語源
オックスフォード英語辞典によると、アブラカダブラは2世紀のセレヌス・サンモニクス作品に最初の表記があり 、その語源は不明である。
ある民族の言語が由来だという仮説がいくつかあり、次のようなものである。
- 私は言葉のごとく物事をなせる

アラム語のאברא כדברא (avra kedabra または avra K'Davarah) を語源とする仮説。これを英訳すると「I will create like the word（私は言葉のごとく物事をなせる）」。
- この言葉のようにいなくなれ

アラム語のאבדא כדברא (abhadda kedhabhra) を語源とする説。これを英訳すると「Disappear like this word（この言葉のようにいなくなれ）」。この文章は、病気の治療に用いられたと考えられている。
- 私が話すように物事が創造する

ヘブライ語の言葉で、「I will create as I speak（私が話すように物事が創造する）」という意味のフレーズ。
- 祝福と疫病

ヘブライ語のha-brachahと、dever（をアラム語化させたdabra）を語源とする説。ha-brachahは「祝福」を意味する（呪いの婉曲表現でもある）。一方、deverは「疫病」を意味する。
- アブラクサスとアブラカラン

ラテン語やギリシア語の類似した言葉アブラクサス（abraxas）を語源とする説。また、シリア人の神・アブラカラン (Abracalan または Aracalan) を語源とする説もある。
しかしながら、オックスフォード辞典オンライン版（2017年）によると「様々な予想を裏付ける証拠は見つかっていない」とあり、依然として語源は不明である。

## 歴史

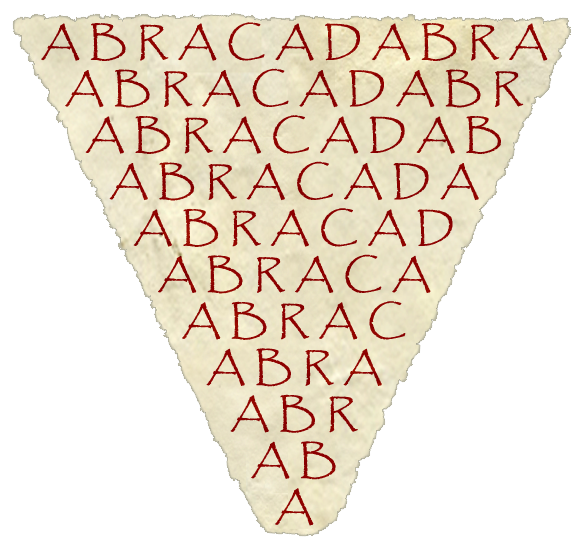
アブラカダブラは文字が徐々に減る三角形の形で記述される。

この呪文に言及した最古の書物はサンモニクスの詩集『De Medicina Praecepta』（もしくLiber Medicinalis）である。サンモニクスはカラカラの内科医であり、病苦に悩まされるカラカラに対して、この三角形の形に書かれた言葉（横、下図参照）のお守りを身に着けるよう求め、このお守りの力が致命的な病気を消滅させると説明した。
```
A B R A C A D A B R A
A B R A C A D A B R
A B R A C A D A B
A B R A C A D A
A B R A C A D
A B R A C A
A B R A C
A B R A
A B R
A B
A

```

下記のように両端を一字ずつ減らして、三角形をV字に読んでもABRACADABRA、という説もある。
```
A B R A C A D A B R A
B R A C A D A B R
R A C A D A B
A C A D A
C A D
A

```

実弟のゲタやアレクサンデル・セウェルスを含む他のローマ帝国の皇帝は、サンモニクスの医学的教え（呪術も行なっていた可能性あり）を信奉していた。208年にローマ皇帝アレクサンデル・セウェルスの侍医クウィンテス・セレヌス・サモニカスがアブラカダブラに初めて言及したともされる。
アブラカダブラはバシレイデース分派のグノーシス派によって、病気や災難に対して有益な精神的救済を発動する魔法の呪文として使われた 。お守りとして身につけたアブラクサスの石が発見されている。やがて、その使用はグノーシス派を超えて広がった。
清教徒大臣インクリース・マザーは、権力を奪うとしてその言葉をやめさせた。 ダニエル・デフォーは『ペスト』で、ロンドンのペスト大流行（ロンドンの大疫病）時に病気を予防するために「アブラカダブラ」を出入口に貼ったロンドン住民を軽蔑的に記述したが、このデフォーの言及で有名になった面もある。
しかし、アレイスター・クロウリーはそれを偉大な力を持つものだと見なした。 彼はその本当の形はアブラハダブラだと言い、この言葉を真理のひとつとする宗教を創設した（後述）。
この言葉は現在、魔法の演技の呪文として、様々な作品で一般的に使用されている。

## テレマ
宗教団体のテレマでは、「アブラハダブラ(Abrahadabra)」という言葉が世界の神秘的な公式であるとみなされている。
創立者アレイスター・クロウリーは自著のゲマトリアの中で、この言葉をカバラ的手法で発見し、スペルを綴ったと説明している。クロウリー曰く、この言葉を発見したのは1901年にオスカー・エッケンシュタインと会う前であり、同年クロウリーは「The Equinox」でこの言葉を発表した。更にこの言葉が1904年にホルスの呪文として繰り返し現れたことから、テレマの設立に至ったとされている。

## ハリー・ポッター
J・K・ローリングの小説『ハリー・ポッター』シリーズでは、「死の呪い」として「アバダ・ケダブラ（Avada Kedavra）」が登場する。主人公ハリーの宿敵ヴォルデモートと、その部下の死喰い人たちが多用している。作中では、ハリーの両親であるジェームズ・ポッターとリリー・ポッター、ハリーの後見人であるシリウス・ブラックがこの呪文で死亡している。
これはアラム語のavada kedavraから引用されたと考えられ、ラテン語由来の呪文が多い同シリーズには珍しく、ラテン語由来ではない呪文である。ちなみにavada kedavraを日本語に訳すと「私が言ったものは破壊される」となる。映画版では「息絶えよ」と訳されている。

## その他
- BUCK-TICKの22枚目のオリジナルアルバム名が『ABRACADABRA』である。
- 細野不二彦の漫画『ダブル・フェイス』で、主人公の春居筆美が使っている。
- サザンオールスターズのディスコグラフィに「アブダ・カ・ダブラ（TYPE1）」及び「アブダ・カ・ダブラ（TYPE2）」、さらに「アブダ・カ・ダブラ（TYPE3）」というタイトルの曲がある。
- 米米CLUBのディスコグラフィに「ア・ブラ・カダ・ブラ」というタイトルの曲がある。
- ALI PROJECTの楽曲『暴夜layla幻談』の歌詞に「ABRACADABRA」とある。
- ゲームポケットモンスターシリーズに登場するポケモンのケーシィとその進化系の海外名がそれぞれ「Abra・Kadabra・Alakazam」となっている。
- 『ラグナロクオンライン』において職業セージが使う魔法として登場。何が起こるか分からないというランダム要素魔法である。
- アメリカのブルースロックバンド、スティーヴ・ミラー・バンドが1982年にリリースしたシングル『アブラカダブラ（英語版）』及び同名のスタジオアルバム（英語版）。シングルはUSビルボードチャートで週間1位年間9位を獲得しバンド最大のヒット曲となった[11]。